# Geometra albovenaria
Geometra albovenaria là một loài bướm đêm trong họ Geometridae.